# Orthocis alni
Orthocis alni es una especie de coleóptero de la familia Ciidae.

## Distribución geográfica
Habita en Paleártico.